# Tekapo (rzeka)
Tekapo – rzeka płynąca przez krainę geograficzną Mackenzie Country i Canterbury, w Nowej Zelandii na Wyspie Południowej. Wypływa z jeziora Tekapo, uchodzi do jeziora Benmore.